# Eudiscopus denticulus
Eudiscopus denticulus — вид рукокрилих, родини Лиликові.

## Середовище проживання
Цей вид відомий тільки з типової місцевості на півночі Лаосу, одного місця в центральній М'янмі (2000), одного місця в центральному Таїланді (2000) і в одному місці в південній частині В'єтнаму (2003). Типовий вид був зібраний на висоті 1320 м.

## Морфологія
Голова й тіло довжиною 40—45 мм, хвіст довжиною 39—42 мм, передпліччя довжиною 34—38 мм. Верх тіла корицевий, низ світліший. Дуже схожий на Pipistrellus, але вуха довші й вужчі на кінцях.